# Xu Li
Xu Li (chiń. upr. 许莉; chiń. trad. 許莉; pinyin Xǔ Lì; ur. 17 grudnia 1989 w Suzhou) – chińska zapaśniczka startująca w kategorii do 55 kg w stylu wolnym, wicemistrzyni olimpijska.
Największym jej sukcesem jest srebrny medal igrzysk olimpijskich w Pekinie w kategorii do 55 kg. Brązowa medalistka mistrzostw Azji w 2008. Pierwsza w Pucharze Świata w 2007 i 2009 roku.